# Torneo de Nanchang 2018
El JiangXi Open 2018 fue la quinta edición del torneo de tenis profesional jugado en canchas duras. Se llevó a cabo en Nanchang (China), entre el 24 y el 30 de julio de 2018.

## Distribución de puntos
| Modalidad           | Campeona | Finalista | Semifinales | Cuartos de final | 2ª ronda | 1ª ronda | Clasificadas | 2ª ronda de clasificación | 1ª ronda de clasificación |
| Individual femenino | 280      | 180       | 110         | 60               | 30       | 1        | 18           | 12                        | 1                         |
| Dobles femenino     | 280      | 180       | 110         | 60               | 1        | -        | -            | -                         | -                         |

## Cabezas de serie

### Individuales femenino
| Tenista            | Ranking | Preclasificada |
| Shuai Zhang        | 30      | 1              |
| Qiang Wang         | 80      | 2              |
| Magda Linette      | 82      | 3              |
| Kurumi Nara        | 99      | 4              |
| Vitalia Diatchenko | 107     | 5              |
| Arantxa Rus        | 111     | 6              |
| Saisai Zheng       | 112     | 7              |
| Yingying Duan      | 114     | 8              |

- Ranking del 16 de julio de 2018.[2]

### Dobles femenino
| Tenista                            | Ranking | Preclasificada |
| Eri Hozumi Valeria Savinykh        | 153     | 1              |
| Duan Yingying Han Xinyun           | 192     | 2              |
| Jacqueline Cako Prarthana Thombare | 239     | 3              |
| Naiktha Bains Ye Qiuyu             | 277     | 4              |

## Campeonas

### Individual femenino
Qiang Wang venció a  Saisai Zheng por 7-5, 4-0, ret.

### Dobles femenino
Jiang Xinyu /  Tang Qianhui vencieron a  Lu Jingjing /  You Xiaodi por 6-4, 6-4